# Piłka ręczna na Igrzyskach Azjatyckich 2010
Turnieje piłki ręcznej na Igrzyskach Azjatyckich 2010 odbyły się w dniach 13–26 listopada 2010 roku w Kantonie. W rozgrywkach męskich brało udział jedenaście, a w żeńskich dziewięć reprezentacji narodowych.
Był to ósmy turniej męski i szósty żeński w historii tych zawodów.
Triumfowali Koreańczycy i Chinki.

## Program
|  | Eliminacje |  | Finały |

| Konkurencja  | Konkurencja | 13.11 | 14.11 | 15.11 | 16.11 | 17.11 | 18.11 | 19.11 | 20.11 | 21.11 | 22.11 | 23.11 | 24.11 | 25.11 | 26.11 |
| ------------ | ----------- | ----- | ----- | ----- | ----- | ----- | ----- | ----- | ----- | ----- | ----- | ----- | ----- | ----- | ----- |
| Piłka ręczna |             |       |       |       |       |       |       |       |       |       |       |       |       |       |       |

## Klasyfikacja medalowa
| Klasyfikacja medalowa | Klasyfikacja medalowa | Klasyfikacja medalowa | Klasyfikacja medalowa | Klasyfikacja medalowa | Klasyfikacja medalowa |
| Miejsce               | Reprezentacja         | Złoto                 | Srebro                | Brąz                  | Razem                 |
| --------------------- | --------------------- | --------------------- | --------------------- | --------------------- | --------------------- |
| 1                     | Korea Południowa      | 1                     | 0                     | 1                     | 2                     |
| 2                     | Chiny                 | 1                     | 0                     | 0                     | 1                     |
| 3                     | Japonia               | 0                     | 1                     | 1                     | 2                     |
| 4                     | Iran                  | 0                     | 1                     | 0                     | 1                     |
| Razem                 | Razem                 | 2                     | 2                     | 2                     | 6                     |

## Medaliści
| 1. miejsce | 2. miejsce | 3. miejsce |
| --- | --- | --- |
| Korea Południowa Lee Chang-woo Jeong Yi-kyeong Sim Jae-bok Park Kyung-suk Kim Tea-wan Jung Su-young Park Jung-geu Lee Sang-uk Park Chan-young Oh Yun-suk Lee Tea-young Kang Il-koo Lee Jae-woo Yu Dong-geun Paek Won-chul Yoon Kyung-shin | Iran Abbas Asadzadeh Milad Masaeli Mohammad Reza Rajabi Ehsan Abouei Omid Sekenari Sajjad Esteki Masoud Zohrabi Mostafa Sadati Allahkaram Esteki Javad Khorramipour Erfan Saeidi Mehrdad Samsami Jalal Kiani Saeid Barkhordari Mohammad Mehdi Askari Mehdi Bijari | Japonia Katsuyuki Shinouchi Kenji Toyoda Makoto Suematsu Hideyuki Murakami Daisuke Miyazaki Toru Takeda Satoshi Fujita Hidenori Kishigawa Morihide Kaido Toshihiro Tsubone Kyosuke Tomita Jun Mori Masayuki Matsumura Yoshiaki Nomura Tetsuya Kadoyama Shusaku Higashinagahama |

| 1. miejsce | 2. miejsce | 3. miejsce |
| --- | --- | --- |
| Chiny Xu Mo Wei Qiuxiang Ma Ling Li Bing Luan Zheng Li Yao Zhou Meiwei Wang Shasha An Ni Huang Hong Liu Xiaomei Sun Mengying Sha Zhengwen Li Weiwei Zhao Jiaqin Yan Meizhu | Japonia Megumi Takahashi Aimi Ito Akie Uegaki Akina Shinjo Kaori Nakamura Shio Fujii Kumi Mori Karina Maki Hiromi Tashiro Yuko Arihama Kaoru Yokoshima Mayuko Ishitate Kaori Fujima Rika Wakamatsu Aiko Hayafune Sayo Shiota | Korea Południowa Woo Sun-hee Kim On-a Huh Soon-young Baek Seung-hee Bae Min-hee Kim Cha-youn Yoon Hyun-kyung Moon Kyeong-ha Ryu Eun-hee Nam Hyun-hwa Lee Min-hee Myoung Bok-hee Kang Ji-hey Jung Ji-hae Moon Pil-hee Lee Eun-bi |

## Mężczyźni

### Faza grupowa

#### Grupa A
| 13 listopada 201014:00 | Chiny | 41:22(19:12) | Indie | Kanton |
| 13 listopada 201014:00 |       | 41:22(19:12) |       | Kanton |

| 13 listopada 201015:45 | Katar | 33:27(17:17) | Japonia | Kanton |
| 13 listopada 201015:45 |       | 33:27(17:17) |         | Kanton |

| 13 listopada 201017:30 | Arabia Saudyjska | 69:17(31:11) | Mongolia | Kanton |
| 13 listopada 201017:30 |                  | 69:17(31:11) |          | Kanton |

| 14 listopada 201014:00 | Arabia Saudyjska | 23:23(10:10) | Chiny | Kanton |
| 14 listopada 201014:00 |                  | 23:23(10:10) |       | Kanton |

| 14 listopada 201015:45 | Katar | 37:28(17:8) | Indie | Kanton |
| 14 listopada 201015:45 |       | 37:28(17:8) |       | Kanton |

| 14 listopada 201017:30 | Japonia | 64:14(28:10) | Mongolia | Kanton |
| 14 listopada 201017:30 |         | 64:14(28:10) |          | Kanton |

| 16 listopada 201014:00 | Katar | 59:22(28:11) | Mongolia | Kanton |
| 16 listopada 201014:00 |       | 59:22(28:11) |          | Kanton |

| 16 listopada 201015:45 | Japonia | 27:22(12:10) | Chiny | Kanton |
| 16 listopada 201015:45 |         | 27:22(12:10) |       | Kanton |

| 16 listopada 201017:30 | Arabia Saudyjska | 40:22(22:12) | Indie | Kanton |
| 16 listopada 201017:30 |                  | 40:22(22:12) |       | Kanton |

| 18 listopada 201014:00 | Arabia Saudyjska | 32:31(16:15) | Katar | Kanton |
| 18 listopada 201014:00 |                  | 32:31(16:15) |       | Kanton |

| 18 listopada 201015:45 | Chiny | 67:13(34:4) | Mongolia | Kanton |
| 18 listopada 201015:45 |       | 67:13(34:4) |          | Kanton |

| 18 listopada 201019:00 | Japonia | 54:26(26:13) | Indie | Kanton |
| 18 listopada 201019:00 |         | 54:26(26:13) |       | Kanton |

| 20 listopada 201014:00 | Indie | 56:22(20:8) | Mongolia | Kanton |
| 20 listopada 201014:00 |       | 56:22(20:8) |          | Kanton |

| 20 listopada 201015:45 | Japonia | 34:26(20:14) | Arabia Saudyjska | Kanton |
| 20 listopada 201015:45 |         | 34:26(20:14) |                  | Kanton |

| 20 listopada 201017:30 | Katar | 25:25(14:10) | Chiny | Kanton |
| 20 listopada 201017:30 |       | 25:25(14:10) |       | Kanton |

#### Grupa B
| 13 listopada 201014:00 | Bahrajn | 27:25(13:14) | Kuwejt | Kanton |
| 13 listopada 201014:00 |         | 27:25(13:14) |        | Kanton |

| 13 listopada 201015:45 | Korea Południowa | 52:13(22:5) | Hongkong | Kanton |
| 13 listopada 201015:45 |                  | 52:13(22:5) |          | Kanton |

| 14 listopada 201014:00 | Iran | 35:13(15:7) | Hongkong | Kanton |
| 14 listopada 201014:00 |      | 35:13(15:7) |          | Kanton |

| 14 listopada 201015:45 | Korea Południowa | 35:27(19:11) | Bahrajn | Kanton |
| 14 listopada 201015:45 |                  | 35:27(19:11) |         | Kanton |

| 16 listopada 201014:00 | Korea Południowa | 31:29(19:12) | Kuwejt | Kanton |
| 16 listopada 201014:00 |                  | 31:29(19:12) |        | Kanton |

| 16 listopada 201015:45 | Iran | 31:24(15:10) | Bahrajn | Kanton |
| 16 listopada 201015:45 |      | 31:24(15:10) |         | Kanton |

| 17 listopada 201014:00 | Kuwejt | 45:21(25:9) | Hongkong | Kanton |
| 17 listopada 201014:00 |        | 45:21(25:9) |          | Kanton |

| 17 listopada 201015:45 | Korea Południowa | 31:29(21:13) | Iran | Kanton |
| 17 listopada 201015:45 |                  | 31:29(21:13) |      | Kanton |

| 19 listopada 201014:00 | Bahrajn | 40:20(18:9) | Hongkong | Kanton |
| 19 listopada 201014:00 |         | 40:20(18:9) |          | Kanton |

| 19 listopada 201015:45 | Iran | 32:27(16:11) | Kuwejt | Kanton |
| 19 listopada 201015:45 |      | 32:27(16:11) |        | Kanton |

### Faza pucharowa

#### Mecze o miejsca 9–10
| 22 listopada 201018:00 | Indie | 34:29(17:16) | Hongkong | Kanton |
| 22 listopada 201018:00 |       | 34:29(17:16) |          | Kanton |

#### Mecze o miejsca 7–8
| 24 listopada 201018:00 | Chiny | 33:30(18:16) | Kuwejt | Kanton |
| 24 listopada 201018:00 |       | 33:30(18:16) |        | Kanton |

#### Mecze o miejsca 5–6
| 24 listopada 201020:15 | Katar | 28:26(10:14) | Bahrajn | Kanton |
| 24 listopada 201020:15 |       | 28:26(10:14) |         | Kanton |

#### Mecze o miejsca 1–4
|  |                         |                  |           |                   |    |                  |                  |       |
|  | Półfinały               | Półfinały        | Półfinały |                   |    | Finał            | Finał            | Finał |
|  | Półfinały               | Półfinały        | Półfinały |                   |    | Finał            | Finał            | Finał |
|  | 23 listopada 2010 20:15 |                  |           |                   |    |                  |                  |       |
|  |                         |                  |           |                   |    |                  |                  |       |
|  | Korea Południowa        | Korea Południowa | 41        |                   |    |                  |                  |       |
|  | Korea Południowa        | Korea Południowa | 41        | 25 listopada 2010 |    |                  |                  |       |
|  | Arabia Saudyjska        | Arabia Saudyjska | 19        |                   |    |                  |                  |       |
|  | Arabia Saudyjska        | Arabia Saudyjska | 19        |                   |    | Korea Południowa | Korea Południowa | 32    |
|  | 23 listopada 2010 18:00 |                  |           |                   |    | Korea Południowa | Korea Południowa | 32    |
|  |                         |                  | Iran      | Iran              | 28 |                  |                  |       |
|  | Iran                    | Iran             | Iran      | Iran              | 28 | 30               |                  |       |
|  | Iran                    | Iran             |           |                   |    |                  |                  |       |
|  | Japonia                 | Japonia          | 29        |                   |    |                  |                  |       |
|  | Japonia                 | Japonia          | 29        | Mecz o 3. miejsce |    |                  |                  |       |
|  |                         |                  |           |                   |    |                  |                  |       |
|  | 25 listopada 2010       |                  |           |                   |    |                  |                  |       |
|  |                         |                  |           |                   |    |                  |                  |       |
|  | Arabia Saudyjska        | Arabia Saudyjska | 20        |                   |    |                  |                  |       |
|  | Arabia Saudyjska        | Arabia Saudyjska | 20        |                   |    |                  |                  |       |
|  | Japonia                 | Japonia          | 27        |                   |    |                  |                  |       |
|  | Japonia                 | Japonia          | 27        |                   |    |                  |                  |       |

| 23 listopada 201018:00 | Iran | 30:29(15:16) | Japonia | Kanton |
| 23 listopada 201018:00 |      | 30:29(15:16) |         | Kanton |

| 23 listopada 201020:15 | Korea Południowa | 41:19(19:11) | Arabia Saudyjska | Kanton |
| 23 listopada 201020:15 |                  | 41:19(19:11) |                  | Kanton |

| 25 listopada 2010 | Korea Południowa | 32:28(16:9) | Iran | Kanton |
| 25 listopada 2010 |                  | 32:28(16:9) |      | Kanton |

| 25 listopada 2010 | Japonia | 27:20(14:10) | Arabia Saudyjska | Kanton |
| 25 listopada 2010 |         | 27:20(14:10) |                  | Kanton |

### Klasyfikacja końcowa
| Miejsce | Reprezentacja    |
| ------- | ---------------- |
| złoto   | Korea Południowa |
| srebro  | Iran             |
| brąz    | Japonia          |
| 4       | Arabia Saudyjska |
| 5       | Katar            |
| 6       | Bahrajn          |
| 7       | Chiny            |
| 8       | Kuwejt           |
| 9       | Indie            |
| 10      | Hongkong         |
| 11      | Mongolia         |

## Kobiety

### Faza grupowa

#### Grupa A
| 18 listopada 201019:00 | Korea Południowa | 38:17(20:7) | Tajlandia | Kanton |
| 18 listopada 201019:00 |                  | 38:17(20:7) |           | Kanton |

| 18 listopada 201020:45 | Chińskie Tajpej | 43:14(23:5) | Katar | Kanton |
| 18 listopada 201020:45 |                 | 43:14(23:5) |       | Kanton |

| 19 listopada 201019:00 | Korea Południowa | 36:19(15:10) | Chińskie Tajpej | Kanton |
| 19 listopada 201019:00 |                  | 36:19(15:10) |                 | Kanton |

| 19 listopada 201020:45 | Kazachstan | 25:14(16:4) | Tajlandia | Kanton |
| 19 listopada 201020:45 |            | 25:14(16:4) |           | Kanton |

| 20 listopada 201020:45 | Kazachstan | 43:9(19:4) | Katar | Kanton |
| 20 listopada 201020:45 |            | 43:9(19:4) |       | Kanton |

| 21 listopada 201017:15 | Korea Południowa | 46:12(23:7) | Katar | Kanton |
| 21 listopada 201017:15 |                  | 46:12(23:7) |       | Kanton |

| 21 listopada 201019:00 | Chińskie Tajpej | 31:18(15:12) | Tajlandia | Kanton |
| 21 listopada 201019:00 |                 | 31:18(15:12) |           | Kanton |

| 22 listopada 201019:00 | Kazachstan | 30:23(13:9) | Chińskie Tajpej | Kanton |
| 22 listopada 201019:00 |            | 30:23(13:9) |                 | Kanton |

| 23 listopada 201017:15 | Tajlandia | 29:14(14:10) | Katar | Kanton |
| 23 listopada 201017:15 |           | 29:14(14:10) |       | Kanton |

| 23 listopada 201019:00 | Korea Południowa | 25:17(13:6) | Kazachstan | Kanton |
| 23 listopada 201019:00 |                  | 25:17(13:6) |            | Kanton |

#### Grupa B
| 18 listopada 201017:15 | Chiny | 43:9(20:3) | Indie | Kanton |
| 18 listopada 201017:15 |       | 43:9(20:3) |       | Kanton |

| 19 listopada 201017:15 | Japonia | 31:27(14:14) | Korea Północna | Kanton |
| 19 listopada 201017:15 |         | 31:27(14:14) |                | Kanton |

| 20 listopada 201019:00 | Japonia | 32:16(19:6) | Indie | Kanton |
| 20 listopada 201019:00 |         | 32:16(19:6) |       | Kanton |

| 21 listopada 201020:45 | Chiny | 26:21(10:8) | Korea Północna | Kanton |
| 21 listopada 201020:45 |       | 26:21(10:8) |                | Kanton |

| 22 listopada 201020:45 | Korea Północna | 42:17(23:8) | Indie | Kanton |
| 22 listopada 201020:45 |                | 42:17(23:8) |       | Kanton |

| 23 listopada 201020:45 | Chiny | 25:19(12:6) | Japonia | Kanton |
| 23 listopada 201020:45 |       | 25:19(12:6) |         | Kanton |

### Faza pucharowa

#### Mecze o miejsca 7–8
| 25 listopada 201018:00 | Tajlandia | 25:15(9:6) | Indie | Kanton |
| 25 listopada 201018:00 |           | 25:15(9:6) |       | Kanton |

#### Mecze o miejsca 5–6
| 25 listopada 201020:15 | Korea Północna | 38:17(23:7) | Chińskie Tajpej | Kanton |
| 25 listopada 201020:15 |                | 38:17(23:7) |                 | Kanton |

#### Mecze o miejsca 1–4
|  |                         |                  |           |                   |    |       |       |       |
|  | Półfinały               | Półfinały        | Półfinały |                   |    | Finał | Finał | Finał |
|  | Półfinały               | Półfinały        | Półfinały |                   |    | Finał | Finał | Finał |
|  | 25 listopada 2010 14:15 |                  |           |                   |    |       |       |       |
|  |                         |                  |           |                   |    |       |       |       |
|  | Chiny                   | Chiny            | 24        |                   |    |       |       |       |
|  | Chiny                   | Chiny            | 24        | 26 listopada 2010 |    |       |       |       |
|  | Kazachstan              | Kazachstan       | 18        |                   |    |       |       |       |
|  | Kazachstan              | Kazachstan       | 18        |                   |    | Chiny | Chiny | 31    |
|  | 25 listopada 2010 12:00 |                  |           |                   |    | Chiny | Chiny | 31    |
|  |                         |                  | Japonia   | Japonia           | 22 |       |       |       |
|  | Japonia                 | Japonia          | Japonia   | Japonia           | 22 | 29    |       |       |
|  | Japonia                 | Japonia          |           |                   |    |       |       |       |
|  | Korea Południowa        | Korea Południowa | 28        |                   |    |       |       |       |
|  | Korea Południowa        | Korea Południowa | 28        | Mecz o 3. miejsce |    |       |       |       |
|  |                         |                  |           |                   |    |       |       |       |
|  | 26 listopada 2010       |                  |           |                   |    |       |       |       |
|  |                         |                  |           |                   |    |       |       |       |
|  | Kazachstan              | Kazachstan       | 26        |                   |    |       |       |       |
|  | Kazachstan              | Kazachstan       | 26        |                   |    |       |       |       |
|  | Korea Południowa        | Korea Południowa | 38        |                   |    |       |       |       |
|  | Korea Południowa        | Korea Południowa | 38        |                   |    |       |       |       |

| 25 listopada 201014:15 | Chiny | 24:18(11:10) | Kazachstan | Kanton |
| 25 listopada 201014:15 |       | 24:18(11:10) |            | Kanton |

| 25 listopada 201012:00 | Japonia | 29:28(15:11) | Korea Południowa | Kanton |
| 25 listopada 201012:00 |         | 29:28(15:11) |                  | Kanton |

| 26 listopada 2010 | Chiny | 31:22(14:13) | Japonia | Kanton |
| 26 listopada 2010 |       | 31:22(14:13) |         | Kanton |

| 26 listopada 2010 | Korea Południowa | 38:26 | Kazachstan | Kanton |
| 26 listopada 2010 |                  | 38:26 |            | Kanton |

### Klasyfikacja końcowa
| Miejsce | Reprezentacja    |
| ------- | ---------------- |
| złoto   | Chiny            |
| srebro  | Japonia          |
| brąz    | Korea Południowa |
| 4       | Kazachstan       |
| 5       | Korea Północna   |
| 6       | Chińskie Tajpej  |
| 7       | Tajlandia        |
| 8       | Indie            |
| 9       | Katar            |